# Beestenbos is boos (televisieprogramma)
Beestenbos is boos (ook wel bekend als Het wakkere woud - Engels: The Animals of Farthing Wood) was een jeugdserie van de Europese Radio-unie, dat van 1992 tot en met 1995 in verschillende Europese landen op televisie te zien was. De serie was gebaseerd op het boek van Colin Dann. Er is zowel een Nederlandse (Het wakkere woud) als Vlaamse versie (Beestenbos is boos) van; enkele personages verschillen hierin ook van naam.

## Beschrijving
Het is een soort dramaserie: de mensen zijn begonnen om van het bos een woonwijk te maken, waardoor de dieren die er wonen, gedwongen worden om zich elders te vestigen. De serie volgt de groep dieren op weg naar het Wittehertenpark.
In 2007 zond Ketnet de reeks voor de laatste maal uit. In Nederland was de serie te zien bij de NCRV.

## Dieren
Onderstaande dieren zijn in de laatste aflevering nog te zien en zijn de zes overlevenden die aan het begin van de tocht vertrokken.
- Pad
- Vos
- Wezel
- Adder
- Uil
- Mr. Eekhoorn

De onderstaande dieren kwamen om of vermoedelijk om:

### Seizoen 1
- De drie salamanders komen samen om in een brand (afl. 3)
- Mevrouw Fazant wordt doodgeschoten door een boer (afl. 4)
- Meneer Fazant wordt doodgeschoten door een boer (afl. 5)
- Drie pasgeboren veldmuisjes worden opgegeten door een grauwe klauwier (afl. 7)
- Eén konijnenjong wordt neergeschoten door een fazantenjager (afl. 9)
- Mr. en mevr. Egel komen samen onder een voertuig terecht bij het oversteken van een autosnelweg (afl. 10)

### Seizoen 2
- Mevr. Veldmuis wordt opgegeten door Torenvalk (afl. 14)
- Mevr. Woelmuis wordt opgegeten door Eénoog (afl. 16)
- Mr. Woelmuis vriest dood (afl. 17)
- Mol sterft van ouderdom in de koude winter (afl. 18)
- Dromer wordt doodgebeten door Eénoog (afl. 20)
- Mevr. Haas wordt opgegeten door Eénoog (afl. 21)
- Das sterft van ouderdom (afl. 23)
- Mevr. Konijn wordt opgegeten door Eénoog (afl. 26)
- Eénoog wordt doodgebeten door Adder (afl. 26)
- Lef sterft van verwondingen (afl. 26)

### Seizoen 3
- Het Witte Hert sterft doordat hij uit een vergiftigde rivier heeft gedronken (afl. 27)
- Mr. konijn overlijdt nadat hij uit een vergiftigde rivier heeft gedronken (afl. 29)
- Sluiperslang wordt vermoord door de ratten (afl. 35)
- Mevr. Roek komt om in de orkaan (afl. 37)

## Nederlandse stemmen
- Uil - Maria Lindes
- Pad - Jan Anne Drenth
- Das - Wim van Rooij
- Wezel - Lucie de Lange

### Overige stemmen
- Edward Reekers
- Fred Meijer
- Edna Kalb
- Stan Limburg
- Hans Ligtvoet
- Fred Butter
- Beatrijs Sluijter
- Corry van der Linden
- Olaf Wijnants
- Angelique de Boer
- Daan Hugaert

## Vlaamse stemmen
- Pad - Arnold Willems
- Das - Marc Bober
- Mol - Daan Hugaert
- Uil - Suzanne Saerens
- Torenvalk - Aafke Bruining
- Mr. Fazant - Peter De Graef
- Dapper - Michaël Pas
- Pestkop - Door Van Boeckel

### Overige stemmen
- Antje De Boeck
- Tine Deboosere
- Lina De Cock
- Goele Derick
- Miek De Schepper
- Carla Hoogewijs
- Marleen Maes
- Erna Palsterman
- Katelijne Verbeke
- Raymond Bossaerts
- Pierre Callens
- Paul Carpentier
- Wim De Wulf
- Oswald Maes
- André Roels
- François Beukelaers
- Warre Borgmans
- Paul Codde
- Vic De Wachter
- Frank Focketyn
- Karin Tanghe
- Mark Vandebos
- Frans Van der Aa
- Herman Verschelden
- Mark Willems

## Afleveringen
| nummer | seizoen | aflevering | originele (Engelse) titel   | titel BRT (Vlaams)             | eerste uitzending | titel NCRV (Nederlands)        |
| ------ | ------- | ---------- | --------------------------- | ------------------------------ | ----------------- | ------------------------------ |
| 1      | 1       | 1          | The wood in danger          | Beestenbos bedreigd            | 1-1-1993          | De dieren van Het Wakkere Woud |
| 2      | 1       | 2          | The journey begins          | De reis begint                 | 6-1-1993          | De reis begint                 |
| 3      | 1       | 3          | Through fire and water      | Water en vuur                  | 13-1-1993         | Water en vuur                  |
| 4      | 1       | 4          | False haven                 | Schijn bedriegt                | 20-1-1993         | Een gevaarlijke schuilplaats   |
| 5      | 1       | 5          | Snare for the unwary        | Wolfijzers en schietgeweren    | 27-1-1993         | In de val                      |
| 6      | 1       | 6          | Who shall wear the crown?   | Voor wie is de kroon?          | 3-2-1993          | Wie de kroon past...           |
| 7      | 1       | 7          | New friends, old enemies    | Nieuwe vrienden, oude vijanden | 10-2-1993         |                                |
| 8      | 1       | 8          | Friends in need             | Vrienden in nood               | 17-2-1993         |                                |
| 9      | 1       | 9          | Whistler's quarry           | Een vreemde vogel              | 24-2-1993         |                                |
| 10     | 1       | 10         | Between two evils           | Tussen twee vuren              | 3-3-1993          |                                |
| 11     | 1       | 11         | A deathly calm              | Een doodse stilte              | 10-3-1993         |                                |
| 12     | 1       | 12         | Pandemonium                 | Tumult onder de toren          | 17-3-1993         |                                |
| 13     | 1       | 13         | So near and yet so far      | De laatste loodjes             | 24-3-1993         |                                |
| 14     | 2       | 1          | A hero's welcome            | Als helden begroet             | 9-11-1996         |                                |
| 15     | 2       | 2          | Winter                      | Winter                         | 16-11-1996        |                                |
| 16     | 2       | 3          | Survival                    | Overleven                      | 23-11-1996        |                                |
| 17     | 2       | 4          | New enemies                 | Nieuwe vijanden                | 30-11-1996        |                                |
| 18     | 2       | 5          | A joke backfires            | Een grap met gevolgen          | 7-12-1996         | Een aangebakken poets          |
| 19     | 2       | 6          | Home is where the heart is  | Oost west, thuis best          | 14-12-1996        |                                |
| 20     | 2       | 7          | The feud begins             | De strijd breekt los           | 21-12-1996        |                                |
| 21     | 2       | 8          | Like father, like son       | Zo vader, zo zoon              | 28-12-1996        |                                |
| 22     | 2       | 9          | Narrow escapes              | Op het nippertje               | 11-1-1997         |                                |
| 23     | 2       | 10         | Shadows                     | Schaduwen                      | 18-1-1997         |                                |
| 24     | 2       | 11         | A time of reckoning         | De afrekeninng                 | 25-1-1997         |                                |
| 25     | 2       | 12         | Blood is thicker than water | Op leven en dood               | 1-2-1997          |                                |
| 26     | 2       | 13         | Reconciliation              | De verzoening                  | 8-2-1997          |                                |
| 27     | 3       | 1          | Comings and goings          | Komen en gaan                  | 15-2-1997         |                                |
| 28     | 3       | 2          | Out and about               | Samen uit, samen thuis         | 22-2-1997         |                                |
| 29     | 3       | 3          | Water, water                | Water, water!                  | 8-3-1997          |                                |
| 30     | 3       | 4          | The missing fox's friend    | Waar is Dapper?                | 15-3-1997         |                                |
| 31     | 3       | 5          | Tiffs and tempers           | Gekibbel en driftbuien         | 22-3-1997         |                                |
| 32     | 3       | 6          | Adventure for the birds     | Vogelavonturen                 | 29-3-1997         |                                |
| 33     | 3       | 7          | The long-tailed visitor     | Het bezoek                     | 12-4-1997         |                                |
| 34     | 3       | 8          | Scared silly by snakes      | Bang voor de slang?            | 19-4-1997         |                                |
| 35     | 3       | 9          | A bigger oink               | De grote snurker               | 26-4-1997         | Een grote knor                 |
| 36     | 3       | 10         | The mole game               | Het mollenspelletje            | 3-5-1997          |                                |
| 37     | 3       | 11         | The worst kind of hurricane | De orkaan                      | 10-5-1997         |                                |
| 38     | 3       | 12         | Homeward bound              | Terug naar huis                | 17-5-1997         |                                |
| 39     | 3       | 13         | Bully-bully-bully           | Pestkop! Pestkop!              | 24-5-1997         |                                |